# Опасне лажи
Опасне лажи (енгл. Dangerous Lies) амерички је трилер филм из 2020. године, редитеља Мајкла Скота, по сценарију Дејвида Голдена. Улоге играју Камила Мендес, Џеси Ашер, Џејми Чунг, Кам Жиганде, Саша Александер и Елиот Гулд. Објављен је 30. априла 2020. године, дистрибутера Netflix-а. У октобру 2020, филм је номинован за Награду по избору публике у категорији за драмске филмове.

## Радња
Кејти и Адам су млади брачни пар који се бори да плати своје рачуне. Кејти ради као конобарица, док Адам студира. Једне ноћи, у ресторану у којем Кејти ради, дешава се покушај пљачке. Адам успева да се супротстави пљачкашу. Кејти проналази други посао као неговатељица Леонарда, старијег богатог човека с којим се зближава. Након што му је испричала о својим финансијским проблемима, Леонард инсистира да јој помогне новцем, али Кејти га замоли да Адаму да посао вртлара, што он и чини.
Једног дана се појављује агент за некретнине, Хејден, и изражава интересовање за куповину куће. Када му Кејти каже да није на продају, Хејден почиње да их прати. Убрзо након тога, Леонард исписује Кејти чек од 7.000 долара. Кејти то не жели да прихвати, али Адам је убеђује да искористи чек да плати доспеле рачуне и врати Леонарду остатак.
Следећег дана, долазе у Леонардов дом и проналазе га мртвог, због чега је Кејти скрхкана. Пар проналази велику количину новца у сандуку и, након мањег спора, пристаје да га задржи без обавештавања полиције. На Леонардовој сахрани сазнају од његове адвокатице, Џулије, да је Леонард оставио имање и сву своју имовину Кејти.
Усељавају се у кућу, али убрзо ствари око њих постају чудне. Прогони их веома мотивисани Хејден, који прети Кејти. У исто време, детективка Чеслер постаје сумњичава према Адаму, почиње да истражује Леонардову смрт и пљачку у ресторану.
Након разговора са детективком, Кејти постаје сумњичава према Адаму и суочава се са њим. Они схватају да је Итан био Хејденов партнер у злочину, а Хејден га је убио да би узео његов удео у крађи дијаманата. Итан је, смртно рањен, побегао у Леонардову кућу, где је умро. Хејден зна да су дијаманти сакривени негде у кући и нестрпљив је да их пронађе. Они одлучују да побегну заједно. Док се Адам спрема, Хејден се појављује и држи Кејти на нишану, тражећи дијаманте.
Хејден и Адам пуцају један у другог и обојица су убијени. Џулија стиже, а Кејти јој каже да је Хејден тај који је убио Леонарда, уз превелику дозу његових лекова. Џулија посеже за Хејденовим пиштољем и држи Кејти на нишану, откривајући да је она део завере. Она захтева дијаманте, али Кејти јој каже да их је Адам негде сакрио, а она не зна где. Детективка Чеслер стиже на време и убија Џулију.
Четири месеца касније, детективка Чеслер разговара са трудном Кејти о томе како су тражили дијаманте по кући, али их никада нису нашли. У последњем кадру, Кејти укључује прскалице и напушта башту. Вода помера тло у страну, а приказано је да су дијаманти закопани испод дрвета.

## Улоге
| Глумац          | Улога             |
| --------------- | ----------------- |
| Камила Мендес   | Кејт Френклин     |
| Џеси Ашер       | Адам Кетнер       |
| Џејми Чунг      | Џулија Бајрон-Ким |
| Кам Жиганде     | Мики Хејден       |
| Саша Александер | детективка Чеслер |
| Елиот Гулд      | Ленард Велсли     |

## Продукција
У априлу 2019. године, објављено је да је Камила Мендес потписана да глуми у филму, а Мајкл Скот да режира по сценарију Дејвида Голдена и Netflix да дистрибуира. У мају 2019. године, глумачкој екипи придружили су се Џеси Ашер, Џејми Чунг, Кам Жиганде, Саша Александер и Елиот Гулд.
Снимање је почело у априлу 2019. године у Ванкуверу.

## Објављивање
Филм је објављен 30. априла 2020. године.

## Пријем
На веб-сајту агрегатора рецензија, Rotten Tomatoes-у, филм има оцену одобравања од 26% на основу 27 рецензија и просечну оцену од 4,23/10. Консензус критичара овог сајта гласи: „Довољно енергичан да би скренуо пажњу, али превише осредњи да би се памтио, Опасне лажи глуме еротско узбуђење, а да се уопште нису ознојиле.” На Metacritic-у, филм има пондерисану просечну оцену од 51 од 100 на основу 7 критичара, што указује на „мешовите или просечне критике”.